# Градара (Пезаро и Урбино)
Градара (итал. Gradara) је насеље у Италији у округу Пезаро и Урбино, региону Марке.
Према процени из 2011. у насељу је живело 1533 становника. Насеље се налази на надморској висини од 58 м.